# Финч, Хенейдж, 6-й граф Эйлсфорд
Хенейдж Финч, 6-й граф Эйлсфорд (англ. Heneage Finch, 6st Earl of Aylesford; 24 декабря 1824 — 10 января 1871) — британский пэр и политик. Он носил титул учтивости — лорд Гернси с 1824 по 1859 год.

## Предыстория
Родился 24 декабря 1824 года в Пакингтоне, Уорикшир. Единственный сын Хенейджа Финча, 5-го графа Эйлсфорда (1786—1859), и его жены, леди Огасты Софии Гревилл (1787—1845), четвертой дочери Джорджа Гревилла, 2-го графа Уорика.

## Крикет
Игрок-любитель в крикет, лорд Эйлсфорд играл в первоклассный крикет за крикетный клуб Мэрилебон, но также играл в первоклассный крикет и за другие команды. Он провел 21 первоклассный матч, набрав 200 очков со средним баллом 7,14, при этом высокий результат 28 не превышал 0,28.

## Политическая карьера
Майор Уорикширской йоменской кавалерии в 1848 году и заместитель лейтенанта графства Уорикшир с 1852 года.
Лорд Гернси заседал в Палате общин Великобритании от Южного Уорикшира с 1849 по 1857 год.
3 января 1859 года после смерти своего отца Хенейдж Финч унаследовал 6-го графа Эйлсфорда (Пэрство Великобритании) и 6-го барона Гернси (Пэрство Англии), став членом Палаты лордов.

## Семья
7 мая 1846 года в церкви Св. Георгия, Сент-Джордж-стрит, Ганновер-сквер, Лондон, лорд Эйлсфорд женился на Джейн Уайтвик Найтли (1827 — 21 октября 1911), единственной дочери Джона Уайтвика Найтли. У них было два сына и одна дочь:
- Леди Энн Франческа Вильгельмина Финч (? — 10 января 1933), в 1875 году она вышла замуж за Чарльза Джеймса Мюррея (1851—1929), от брака с которым у неё было трое детей.
- Хенейдж Финч, 7-й граф Эйлсфорд (21 февраля 1849 — 13 января 1885), старший сын и преемник отца.
- Майор Чарльз Уайтвик Финч, 8-й граф Эйлсфорд (7 июня 1851- 16 сентября 1924).

Лорд Эйлсфорд скончался в Лондоне в январе 1871 года в возрасте 46 лет, и ему наследовал его старший сын Хенейдж. Графиня Эйлсфорд умерла в октябре 1911 года.